# Upplands runinskrifter 835
Upplands runinskrifter 835 är en troligen medeltida runsten av ljusgrå granit vid Nysätra prästgård, Nysätra socken och Enköpings kommun. Stenen är 1,7 meter hög och 1,3 meter bred. Stenen är grunt och ojämnt huggen. Troligen har något försökt efterlikna utseendet hos en runsten, till exempel ornamentiken från runristarna Livsten och Balle, utan att lyckas särskilt väl. Ristningen utgörs av en nonsensinskrift med vissa runliknande tecken.